# Benchmark (finanza)
Il benchmark è un parametro oggettivo di riferimento costituito attraverso indicatori finanziari elaborati da soggetti terzi e di comune utilizzo, come gli indici azionari. 

## Vantaggi
Il vantaggio principale del benchmark è nella valutazione del rischio di quel tipo d'investimento. Altri vantaggi sono: 
- trasparenza: gli indici sono calcolati con regole chiare, semplici e replicabili autonomamente dagli investitori;
- rappresentatività: gli indici sono rappresentativi di quel tipo di mercato;
- replicabilità: gli indici sono replicabili con attività acquistabili direttamente sul mercato.

## Utilizzo dei benchmark
I Fondi comuni di investimento e gli ETF sono gli strumenti finanziari più famosi ad utilizzare i benchmark.
In Italia, uno dei benchmark più diffusi in riferimento alle blue chip della Borsa Italiana è l'indice azionario FTSE MIB.

## Certificato benchmark
Il benchmark è anche il nome di un titolo emesso da una banca che rappresenta un comparto finanziario e garantisce un rendimento pari a quello dell'indice a cui è legato, sicché il rendimento di un fondo viene in genere valutato in riferimento ad un benchmark.